# 伊都消防組合
伊都消防組合（いとしょうぼうくみあい）は和歌山県橋本市、伊都郡かつらぎ町、九度山町の1市2町により組織された一部事務組合（消防組合）である。管轄区域は、橋本市（旧高野口町の区域に限る。）、かつらぎ町、九度山町である。消防本部はかつらぎ町に置かれている。

## 概要
- 消防本部：和歌山県伊都郡かつらぎ町妙寺126-12
- 管内面積：215.91km2
- 職員定数：59人
- 消防署1カ所
- 主力機械（2023年4月1日現在）
  - 普通消防ポンプ自動車：1
  - 水槽付消防ポンプ自動車：1
  - 化学消防車：1
  - 高規格救急自動車：2
  - 軽四輪救急車：1
  - 指令車：1
  - 救助工作車：1
  - 可搬積載車：1
  - 搬送車：1
  - 査察車：1
  - 人員資器材搬送車：1
  - 軽4輪搬送車：1

## 沿革
- 1980年10月1日 – 伊都消防組合が発足。

## 消防署
| 消防署             | 住所                       |
| ------------------ | -------------------------- |
| 伊都消防組合消防署 | 伊都郡かつらぎ町妙寺126-12 |

## 不祥事

### パワーハラスメント問題
同組合消防本部が、地元企業に対し消防法に基く立入検査を実施したが、これについて、同組合トップの管理者であるかつらぎ町の中阪雅則町長から「組合からの厳しい叱責により社員が委縮している」との苦情が寄せられた。これを受け、同本部の消防長は、検査を担当した同本部予防課の課長らに「この会社に対しては、特例的な指導や拡大した裁量を用いるように」、「会社の業績のことも考えて指導するように」などと特例的な指導を行うよう指示し、この指示は同課員にも伝えられた。同課員の一は、この指示が元で退職した。この指示について、同組合が設置した第三者委員会は、「本来は許されない消防設備の設置方法等を、あたかも許可するかのように捉えられる危険性がある」と指摘。その上で「優越的な立場を利用しての、業務上必要且つ相当な範囲を超えた指示であり、職員に対し精神的苦痛を与えた」などとして、消防長の行為がパワーハラスメントに当たると判断した。